# Кинир
Кинир (др.-греч. Κινύρας) — мифический первый царь Кипра, основатель кипрского культа и первый жрец Афродиты. Он принадлежит ещё финикийской эпохе Кипра, но поселившимися впоследствии на острове греками был включён и в греческие мифы.
Сын Сандока и Фарнаки (или сын Пафоса, или сын Пигмалиона и Галатеи), или сын Аполлона и Пафы (либо возлюбленный Аполлона). Любимец Аполлона и Афродиты, бог осыпал его богатствами.
Раньше он был царём города Библа в Финикии, где особенно процветал культ Адониса. По другой версии, из Киликии с большим числом людей он переселился на Кипр и основал город Пафос, в котором до позднейшего времени находилось общее святилище киприотов. Его жена Метарма, дочь Пигмалиона. Дети Оксипор, Адонис, Орседика, Лаогора, Бресия, Лаодика, Мирра, Мигдалион. Дочь Кинира Евна была замужем за Тевкром (?). Либо Кинир — царь ассирийцев, его жена Кенхреида, а дочь Смирна родила от него Адониса.
Считается, что его имя происходит от финикийского слова kinnor (греч. κινύρα) — азиатский струнный инструмент. Ему приписывали также привитие киприотам зачатков культуры, обучение жителей добыче и обработке металлов.
По Гомеру, он прислал Агамемнону богатые доспехи, когда слава о троянской войне дошла до Кипра. Менелай и Одиссей прибыли на Кипр убеждать Кинира присоединиться к походу на Трою. Кинир подарил панцирь Агамемнону и поклялся, что пошлёт 50 кораблей, но послал лишь один, а остальные вылепил из земли и пустил в море, тем самым формально исполнив клятву. В Амафунте, в районе Некрополиса, найдено большое количество терракотовых корабликов.
Был очень красив, его полюбила его собственная дочь. Перенёс с ночи на день оргии Афродиты. Основал святилище Афродиты в Пафосе. На определённый участок святилища не падает дождь. Построил храм Афродиты в Ливане. Основал город Смирну. Дочери Кинира были превращены в ступени храма Геры, так как считали себя красивее её. Покончил с собой.
Похоронен в жертвеннике Афродиты в Пафосе, как и его потомки. Жрецы и прорицатели святилища Афродиты в Пафосе, а также её святилища в Амафунте, правили городом, считались потомками Кинира и назывались Кинирадами (греч. Κινυράδαι) (или также в Сидоне?).
Кинир считался также певцом, автором гимнов Афродите и жалобных песен о смерти Адониса.
Существовала трагедия неустановленного автора «Кинир».